# Крейг Кеткарт
Крейг Кеткарт (англ. Craig Cathcart, нар. 6 лютого 1989, Белфаст) — північноірландський футболіст, захисник клубу «Вотфорд».
Виступав, зокрема, за клуб «Блекпул», а також національну збірну Північної Ірландії.
Чемпіон Англії. 

## Клубна кар'єра
Народився 6 лютого 1989 року в місті Белфаст.
У дорослому футболі дебютував 2006 року виступами за команду клубу «Манчестер Юнайтед», в якій провів один сезон. Хоч і не зіграв жодної гри у чемпіонаті, проте виборов титул чемпіона Англії.
Згодом з 2007 по 2010 рік грав у складі команд клубів «Антверпен», «Плімут», «Вотфорд» та «Манчестер Юнайтед».
Своєю грою привернув увагу представників тренерського штабу клубу «Блекпул», до складу якого приєднався 2010 року. Відіграв за клуб з Блекпула наступні чотири сезони своєї ігрової кар'єри. Більшість часу, проведеного у складі «Блекпула», був основним гравцем захисту команди.
До складу клубу «Вотфорд» приєднався 2014 року. Відтоді встиг відіграти за клуб з Вотфорда 35 матчів в національному чемпіонаті.

## Виступи за збірні
Протягом 2007–2009 років залучався до складу молодіжної збірної Північної Ірландії. На молодіжному рівні зіграв у 15 офіційних матчах.
У 2010 році дебютував в офіційних матчах у складі національної збірної Північної Ірландії. Наразі провів у формі головної команди країни 20 матчів, забивши 1 гол.

## Титули і досягнення
- Чемпіон Англії (1):

«Манчестер Юнайтед»: 2006–07
- Переможець Кубка Меридіан: 2007